# Eastwood (Nottinghamshire)
Eastwood es una antigua ciudad minera de carbón en el distrito de Broxtowe en Nottinghamshire, Inglaterra. Con una población de más de 18.000, está a 8 millas (13 km) al noroeste de Nottingham, y 10 millas (16 km) al noreste de Derby, en la frontera entre Nottinghamshire y Derbyshire. Mencionado en el libro Domesday, se expandió rápidamente durante la Revolución Industrial. El ferrocarril de Midland se formó aquí, y es el lugar de nacimiento de D. H. Lawrence. Eastwood es uno de los pocos lugares donde se habla ampliamente el dialecto distintivo de "East Midlands", en el que el nombre se pronuncia / eɪswʊd /.

## Historia
"Eastwood" tiene un nombre híbrido, formado del antiguo anglosajón "Est" para la palabra "East" (Este), y  Nórtico antiguo Þveit / θweɪt /, para "prado" o "claro en un bosque". Este es algo habitual en los nombres de lugar en inglés, a menudo se encuentra como "Thwaite". "Eastwood" podría significar el claro del este, posiblemente originando como un claro de la época de los Vikingos en el bosque de Sherwood.
Hay algunas evidencias que sugieren que la tierra alrededor de Eastwood fue ocupada durante el periodo paleolítico medio y paleolítico superior. Las indicaciones más fuertes de un asentamiento posterior incluyen fragmentos de cerámica característica de la Edad del Bronce, armas y canoas excavadas, que ahora se conservan en el castillo de Nottingham y en la Universidad de Nottingham.